# Grettir Ásmundarson
Grettir sterki Ásmundarson (o Ásmundsson, apodado el Fuerte, 997 – 1031), fue un guerrero vikingo de Tunga, Islandia, famoso por ser el protagonista principal de la saga de Grettir que lleva su nombre.
Grettir era hijo de un poderoso bóndi llamado Ásmundur Þorgrímsson y Ásdís Barðardóttir, hija de Bárður Jökulsson (n. 955) y nieta de Jökull Ingimundarson. La saga lo define como un hombre que desde la infancia ya mostraba un perfil autoritario y desafiante, lo que provocaba numerosos enfrentamientos con su padre que pensaba que no era bueno porque torturaba a los animales en lugar de tener cuidado del ganado. La madre, sin embargo, veía la parte noble de su hijo y Grettir con sus hermanos, aunque eran muy diferentes, se llevaba bien.
Grettir mató a su primer hombre con catorce años. Partió a Noruega donde compartió su vida con su medio hermano Þorsteinn drómundi. No era muy paciente y allí tuvo varios altercados con el mismo resultado de víctimas mortales. A su regreso a Islandia se enfrentó con un draugr y estuvo siempre convencido de que su desgracia estaba vinculada a una maldición tras la experiencia.
Poco después de su regreso de Noruega, Grettir tuvo un grave altercado y quemó accidentalmente una hacienda con varias personas en el interior. Se enteró de que su hermano Atli había sido asesinado por Þorbjörn öxnamegin y fue a buscar venganza, matándole junto a su hijo, por lo que fue declarado fuera de la ley. Su castigo fue el más largo de toda la historia de la isla, veinte años de destierro, pero se arriesgó a seguir en Islandia sobreviviendo con pequeños robos, la pesca o con ayuda de familia y amigos. Otros buscaron la forma de acabar con su vida, destacando Þorbjörn öngull (nieto de Hjalti Þórðarson), que fue muy persistente a lo largo de los años.
Más tarde se unió su hermano Illugi y un esclavo llamado Glaumi y fueron a vivir a la isla de Drangey en Skagafjörður, pero los colonos de la región no estaban muy contentos con su estancia. Pese a todo, permanecieron unos años allí alimentándose de las aves y huevos, así como de ovejas que encontraban en la isla. Según la saga, Grettir fue víctima de un sortilegio de la madre de Þorbjörn öngull y cuando iba a cortar leña se dio un hachazo en un pie y la herida se infectó, una situación que fue aprovechada por sus enemigos para asaltar Drangey, matarles y decapitar a Grettir. No obstante, el Althing desaprobó las formas y consideró vergonzosa la matanza de la isla, atacando a un hombre enfermo y bajo influjo de un hechizo, condenando a Þorbjörn öngull al destierro y no percibir compensación alguna por la muerte del proscrito.
Þorbjörn se fue a Noruega y de allí a Miklagard para servir en la guardia varega, pero Þorsteinn drómundur fue tras él en busca de venganza por la muerte de Grettir y finalmente logró su objetivo. 
Grettir también aparece en la saga de Bjarnar Hítdœlakappa, saga Eyrbyggja, saga de los Fóstbrœðra, saga de Gísla Súrssonar y Landnámabók.